# Bloc d'habitatges a la Gran Via Jaume I, 16 (Girona)
El bloc d'habitatges a la Gran Via de Jaume I, 16 és un bloc de pisos a l'Eixample de Girona, construït al 1976, de planta baixa, entresòl i 9 pisos, pel costat de Jaume I (més baix pel costat del carrer Figuerola i sense tant interès). Aquest edifici havia de cloure's amb l'ampliació pel costat esquerre (solar lliure) i que no reeixí, restant la composició actual inacabada (hagués estat simètrica). S'apareix com la composició de dos parts volades diferents (la façana) suportades per un basament de formigó armat vist (negocis i botigues) i que engloba la planta baixa i l'entresòl. Aquestes dues parts s'uneixen format un esglaó a diferents plantes i amb canvi de les obertures (més obertes en el cos menys volat i més massisses al més volat). L'edifici pel costat dret se separa de l'edifici veí amb un balcó continu vertical.